# Сьмехув
Сьмехув (пол. Śmiechów) — село в Польщі, у гміні Бендзіно Кошалінського повіту Західнопоморського воєводства.
Населення — 428 осіб (2011).

## Демографія
Демографічна структура станом на 31 березня 2011 року:
|          | Загалом | Допрацездатний вік | Працездатний вік | Постпрацездатний вік |
| -------- | ------- | ------------------ | ---------------- | -------------------- |
| Чоловіки | 201     | 46                 | 137              | 18                   |
| Жінки    | 227     | 51                 | 124              | 52                   |
| Разом    | 428     | 97                 | 261              | 70                   |